# Microhyla mymensinghensis
Microhyla mymensinghensis es una especie de anfibio anuro de la familia Microhylidae.

## Distribución geográfica
Esta especie es endémica de Bangladés. Se encuentra en los distritos de Sunamganj, Sylhet, Netrokona y Mymensingh.

## Etimología
El nombre de su especie, compuesto de mymensingh y el sufijo latín -ensis, significa "que vive, que habita", y le fue dado en referencia al lugar de su descubrimiento, el distrito de Mymensingh.

## Publicación original
- Hasan, Islam, Kuramoto, Kurabayashi & Sumida, 2014 : Description of two new species of Microhyla (Anura: Microhylidae) from Bangladesh. Zootaxa, n.º 3755, p. 401–408.[3]